# Gongora chocoensis
Espèce
Classification phylogénétique
Statut CITES
Gongora chocoensis est une espèce de plantes à fleurs de la famille des orchidées endémique du département du Chocó en Colombie